# 内務省 (イギリス)
内務省（ないむしょう、英語: Home Office）は、イギリスの行政機関の一つで、出入国管理、セキュリティ、治安等に関する政策を所管する。英国内の警察、保安局（MI5）を傘下に置く。
地方行財政やコミュニティ政策は、1951年に設立された「住宅および地方行政省」の後身である住宅・コミュニティ・地方自治省が所管している。内務省と住宅・コミュニティ・地方自治省は、合同庁舎である2マーシャム・ストリートに入居している。かつては、刑務所や保護観察行政も担っていたが、これらは2007年に分離、憲法事項省と合併して司法省となった。
公文書や英国議会の議事においては、Home Departmentの名称にて言及されることもある。

## 組織
内務省の長は、内閣の一員（閣内相、閣僚）の内務大臣であり、これは英国の四大閣僚のうちの1つとして扱われている。省務は、上級公務員の事務次官（Permanent Secretary）により支えられている。
2023年3月現在、内務省は以下の部局・組織から構成されている。
※　英語名内の「HM」とは、「His（Her） Majesty's」（陛下の）の略。

### 幹部
- 内務大臣 (Secretary of State for the Home Department)
- 安全保障担当閣外大臣 (Minister of State (Minister for Security))
- 出入国管理担当閣外大臣 (Minister of State (Minister for Immigration))
- 犯罪・警察・消防担当閣外大臣 (Minister of State (Minister for Crime, Policing and Fire))
- 主務大臣担当政務次官 (Parliamentary Under Secretary of State (Lords Minister))
- 安全保障担当政務次官 (Parliamentary Under Secretary of State (Minister for Safeguarding))
- 政務次官 (Parliamentary Under Secretary of State)
- 事務次官 (Permanent Secretary)
- 事務次官補 (Second Permanent Secretary)
- 科学技術顧問 (Chief Scientific Adviser, Director General, Science, Technology, Analysis and Research)
- 無任所参事官 (Non-Executive Director)

### 省外の機関 (Non-ministerial Government Departments)
- 国家犯罪対策庁 (National Crime Agency)
- 保安局 (MI5)

### 監察機関 (Inspectorates)
- 警察監察局（英語版） (HM Inspectorate of Constabulary)
- 独立警察審査庁（英語版） (Independent Office for Police Conduct)
- 国境・移民担当独立主席監察官 (Independent Chief Inspector of Borders and Immigration)
- 消防担当独立主席監察官 (HM Chief Inspector of Fire Services)

### 内部部局 (Divisions)
- 管理広報局 (Corporate Delivery Service)
- 情報通信局 (Communication Service)
- 人事局 (People Office)
- 旅券局（英語版） (HM Passport Office)[注 1]
- 査証・移民局（英語版） (UK Visas and Immigration)
- 安全保障・テロ対策局（英語版） (Office for Security and Counter-Terrorism)
- 移民執行局（英語版） (Immigration Enforcement)
- 国境警備隊（英語版） (Border Force)
- 公安部 (Public Safety Group)
- 国境管理部 (Migration and Borders Group)
- 国土安全保障部 (Homeland Security Group)

### 外局 (Executive Agency)
- 犯罪情報管理庁 (Disclosure and Barring Service)
- 労働衛生監督庁（英語版） (Gangmasters and Labour Abuse Authority)
- 独立警察審査庁（英語版） (Independent Office for Police Conduct)
- 警備業庁（英語版） (Security Industry Authority)

### 審議会等 (Advisory)
- 薬物取締審議会（英語版） (Advisory Council on the Misuse of Drugs)
- 動物科学委員会（英語版） (Animals in Science Committee)
- 生物・法医学倫理委員会（英語版） (Biometrics and Forensic Ethics Group)
- 国境審議会（英語版） (Migration Advisory Committee)
- イングランド・ウェールズ警察審議会 (Police Advisory Board for England and Wales)
- 警察報酬審査会（英語版） (Police Remuneration Review Body)
- 技術審議会 (Technical Advisory Board)

### 審判機関 (Tribunal)
- 調査権限審判所（英語版） (Investigatory Powers Tribunal)
- 警察懲戒控訴院 (Police Discipline Appeals Tribunal)

### その他の附属機関
- 審査官室 (The Adjudicator’s Office)
- 警察学校 (College of Policing)
- 過激派対策委員会 (Commission for Countering Extremism)
- 科学捜査審議官 (Forensic Science Regulator)
- 独立犯罪被害者対策委員会 (Independent Family Returns Panel)
- 独立テロ対策評価官 (Independent Reviewer of Terrorism Legislation)
- 調査権限審判所事務局 (Investigatory Powers Commissioner's Office)
- 国家テロ対策事務局 (National Counter Terrorism Security Office)
- 国家犯罪対策庁報酬審査会 (National Crime Agency Remuneration Review Body)
- 情報通信記録事務局 (Office for Communications Data Authorisations)
- セキュリティ・サービス (The Security Service)

#### かつて存在した機構
- 国境局 (UK Border Agency) - 外局（エージェンシー）として2008年4月1日から2013年3月31日まで設置されていた。